# Jo Coppens
Jo Coppens, né le 21 décembre 1990 à Heusden en Belgique, est un footballeur belge qui joue au poste de gardien de but au Saint-Trond VV.

## Biographie

### En club
Jo Coppens débute enfant au FC Halfweg Zonhoven, un petit club de provinciales. Il passe ensuite au VV Zonhoven, puis à Heusden-Zolder et enfin au KRC Genk. C'est lors de son passage dans ce dernier club qu'il est repris en équipe nationale des U17 et U18. Avec l'équipe U17, il atteint les demi-finales de l'Euro 2007 dans sa catégorie. Grâce à ce bon résultat, l'équipe se qualifie pour la Coupe du monde quelques mois plus tard, où elle est éliminée dès le premier tour.
En 2008, il quitte Genk et signe son premier contrat professionnel au Cercle de Bruges, où il arrive en tant que troisième gardien. En fin de saison, le gardien titulaire Bram Verbist se casse le poignet, et Coppens obtient les faveurs de son entraîneur et reçoit l'occasion de disputer les deux derniers matches du championnat. Il joue son premier match officiel le 9 mai 2009 face à Westerlo. La saison suivante, il est confirmé comme titulaire lors du premier tour de la compétition, à la suite de la mise à l'écart de Verbist, surpris dans un fast-food par l'entraîneur Glen De Boeck. Il dispute le premier tour de la compétition, avant de devoir laisser sa place au gardien habituel au début du mois de décembre.
Pour la saison 2010-2011, Jo Coppens doit se contenter d'une place sur le banc, et ne dispute que quatre matches, deux en championnat et deux en Coupe de Belgique. L'année suivante débute de la même manière pour le joueur, mais une nouvelle blessure de Verbist à la fin du mois de janvier 2012 lui permet de reprendre sa place sur le terrain. Lors de la saison 2013-2014, il est barré par le Français Joris Delle, prêté par l'OGC Nice. Le Cercle recrute Olivier Werner pour la saison suivante et laisse Coppens libre de s'engager pour un autre club. Il signe un contrat de deux ans au MVV Maastricht, en deuxième division néerlandaise, le 5 août 2014.

### En sélections nationales
Jo Coppens a notamment été international chez les moins de 17 ans et les moins de 18 ans, disputant les demi-finales de l'Euro U17 2007.

## Palmarès
- Demi-finaliste du Championnat d'Europe des moins de 17 ans en 2007 avec la Belgique

## Statistiques

### En club
| Saison                | Club                  | Championnat           | Championnat | Championnat | Coupe(s) nationale(s) | Coupe(s) nationale(s) | Autres compétitions | Autres compétitions | Autres compétitions | Total | Total |
| Saison                | Club                  | Division              | M.          | B.          | M.                    | B.                    | Comp.               | M.                  | B.                  | M.    | B.    |
| 2008-2009             | Cercle Bruges KSV     | Division 1            | 2           | 0           | 0                     | 0                     | -                   | -                   | -                   | 2     | 0     |
| 2009-2010             | Cercle Bruges KSV     | Division 1            | 15          | 0           | 0                     | 0                     | PO2                 | 0                   | 0                   | 15    | 0     |
| 2010-2011             | Cercle Bruges KSV     | Division 1            | 2           | 0           | 2                     | 0                     | PO2                 | 1                   | 0                   | 5     | 0     |
| 2011-2012             | Cercle Bruges KSV     | Division 1            | 8           | 0           | 1                     | 0                     | PO2+BE              | 6+3                 | 0+0                 | 18    | 0     |
| 2012-2013             | Cercle Bruges KSV     | Division 1            | 10          | 0           | 3                     | 0                     | PO3+TF              | 0+0                 | 0+0                 | 13    | 0     |
| 2013-2014             | Cercle Bruges KSV     | Division 1            | 0           | 0           | 0                     | 0                     | PO2                 | 2                   | 0                   | 2     | 0     |
| Sous-total            | Sous-total            | Sous-total            | 37          | 0           | 6                     | 0                     | -                   | 12                  | 0                   | 55    | 0     |
| 2014-2015             | MVV Maastricht        | Eerste Divisie        | 36          | 0           | 2                     | 0                     | -                   | -                   | -                   | 38    | 0     |
| 2015-2016             | MVV Maastricht        | Eerste Divisie        | 32          | 0           | -                     | -                     | PO                  | 4                   | 0                   | 36    | 0     |
| Sous-total            | Sous-total            | Sous-total            | 68          | 0           | 2                     | 0                     | -                   | 4                   | 0                   | 74    | 0     |
| 2016-2017             | KSV Roulers           | Division 1B           | 5           | 0           | 1                     | 0                     | TM+PO2              | 0+5                 | 0+0                 | 11    | 0     |
| 2017-2018             | FC Carl Zeiss Iéna    | 3. Liga               | 12          | 1           | 5                     | 0                     | -                   | -                   | -                   | 17    | 1     |
| 2018-2019             | FC Carl Zeiss Iéna    | 3. Liga               | 29          | 0           | 1                     | 0                     | -                   | -                   | -                   | 30    | 0     |
| 2019-2020             | FC Carl Zeiss Iéna    | 3. Liga               | 32          | 0           | 2                     | 0                     | -                   | -                   | -                   | 34    | 0     |
| Sous-total            | Sous-total            | Sous-total            | 73          | 1           | 8                     | 0                     | -                   | -                   | -                   | 81    | 1     |
| 2020                  | Lillestrøm SK         | 1. divisjon           | 7           | 0           | -                     | -                     | -                   | -                   | -                   | 7     | 0     |
| 2020-2021             | SpVgg Unterhaching    | 3. Liga               | 17          | 0           | 1                     | 0                     | -                   | -                   | -                   | 18    | 0     |
| 2021-2022             | MSV Duisbourg         | 3. Liga               | 4           | 0           | 6                     | 0                     | -                   | -                   | -                   | 10    | 0     |
| 2022-2023             | Saint-Trond VV        | Division 1A           | 4           | 0           | 2                     | 0                     | -                   | -                   | -                   | 6     | 0     |
| 2023-2024             | Saint-Trond VV        | Division 1A           | 4           | 0           | 2                     | 0                     | PO2                 | 0                   | 0                   | 6     | 0     |
| 2024-2025             | Saint-Trond VV        | Division 1A           | 3           | 0           | 3                     | 0                     | PO3                 | 0                   | 0                   | 6     | 0     |
| Sous-total            | Sous-total            | Sous-total            | 11          | 0           | 7                     | 0                     | -                   | 0                   | 0                   | 18    | 0     |
| Total sur la carrière | Total sur la carrière | Total sur la carrière | 222         | 1           | 31                    | 0                     | -                   | 21                  | 0                   | 274   | 1     |

## Palmarès

### En club
|  |  | KSV Roulers - Championnat de Belgique de deuxième division : - Vice-champion : 2017 |  | FC Carl Zeiss Iéna - Coupe de Thuringe (en) (2) : - Vainqueur : 2018 et 2020 |  | Lillestrøm SK - Championnat de Norvège de deuxième division : - Vice-champion : 2020 |